# V jezírkách
V jezírkách este o arie protejată (arie specială de conservare — SAC, sit de importanță comunitară — SCI) din Republica Cehă întinsă pe o suprafață de 2,94 ha, integral pe uscat.

## Localizare
Centrul sitului V jezírkách este situat la coordonatele 50°04′59″N 15°06′46″E / 50.083056°N 15.112778°E.

## Înființare
Situl V jezírkách a fost declarat sit de importanță comunitară în noiembrie 2009 pentru a proteja un număr necunoscut de specii din flora spontană și fauna sălbatică aflate în arealul zonei. Situl a fost protejat și ca arie specială de conservare în ianuarie 2019.

## Biodiversitate
Situată în ecoregiunea continentală, aria protejată conține 3 habitate naturale: Ape puternic oligomezotrofe cu vegetație bentonică cu Chara spp., Liziere de ierburi înalte hidrofile de câmpie și de nivel montan până la alpin, Mlaștini alcaline.
La baza desemnării sitului se află un număr nedeclarat de specii protejate.